# تپه تپلی باغی
تپه تپلی باغی مربوط به هزاره۱- سده‌های ۷ و۸ ه.ق است و در مراغه، کمربندی شرقی شهر واقع شده و این اثر در تاریخ ۱۰ دی ۱۳۸۱ با شمارهٔ ثبت ۶۶۷۴ به‌عنوان یکی از آثار ملی ایران به ثبت رسیده است.